# NAsH Anna Nery (U-170)
O NAsH Anna Nery (U-170) será um novo Navio de Assistência hospitalar da Marinha do Brasil. Que será empregado, a partir do 2º semestre de 2022, no atendimento e prestação de serviços médico-hospitalares nos estados do Pará e Amapá.

## Historia
Em dezembro de 2020, a Marinha realizou a assinatura de dois Termos de Execução Descentralizada com o Fundo Nacional de Saúde, no valor de R$ 14,5 milhões, visando à aquisição de um navio de assistência hospitalar e à compra de equipamentos médicos e ambulatoriais.
No dia 22 de outubro, foi realizada a Cerimônia de Batimento da Quilha do futuro Navio de Assistência Hospitalar.
Sua estrutura contemplará salas de triagem, curativo, recuperação, medicação, coleta de amostras, raio-x, vacinação, ultrassonografia, mamografia e esterilização.
O projeto do navio ainda prevê consultórios médico, oftalmológico e odontológico, enfermarias, farmácia/paiol de remédios, além de laboratório de análise e sala cirúrgica para casos mais simples.
É esperado que a construção do navio gere benefícios sociais para o Pará e o Amapá, e estímulos econômicos para o Amazonas, onde será construído, criando novas oportunidades de emprego de forma direta e/ou indireta.
O navio está sob responsabilidade do 4º Distrito Naval do Comando da Marinha.

## Origem do Nome
Anna Nery foi uma enfermeira que se voluntariou para ajudar os combatentes feridos da Guerra do Paraguai (1864 - 1870)